# Oh, Inverted World
Oh, Inverted World is het eerste studioalbum van The Shins. Het werd op 19 juni 2001 uitgegeven door Sub Pop.

## Tracklist
Alle muziek en teksten zijn geschreven door James Mercer. 
| Nr. | Titel                | Duur |
| --- | -------------------- | ---- |
| 1.  | Caring is Creepy     | 3:20 |
| 2.  | One by One All Day   | 4:09 |
| 3.  | Weird Divide         | 1:58 |
| 4.  | Know Your Onion!     | 2:29 |
| 5.  | Girl Inform Me       | 2:21 |
| 6.  | New Slang            | 3:51 |
| 7.  | The Celibate Life    | 1:51 |
| 8.  | Girl on the Wing     | 2:50 |
| 9.  | Your Algebra         | 2:23 |
| 10. | Pressed in a Book    | 2:55 |
| 11. | The Past and Pending | 5:22 |

| Nr. | Titel              | Duur |
| --- | ------------------ | ---- |
| 12. | Sphagnum Esplanade | 4:20 |

## Bezetting
- Marty Crandall - keyboard
- Dave Yanul Hernandez - basgitaar
- Neal Langford - basgitaar
- James Mercer - gitaar, zang, producer
- Jesse Sandoval - drums
- John Golden - mastering